# Październik 2008

## 1 października
- Senat USA stosunkiem głosów 86:13 zaaprobował porozumienie o współpracy gospodarczej przy pokojowym wykorzystaniu energii jądrowej między USA a Indiami. Ustawa po podpisaniu przez prezydenta zniosłaby nałożone za prezydentury Jimmy’ego Cartera amerykańskie embargo na sprzedaż technologii nuklearnych Indiom[1][2].

## 3 października
- Izba Reprezentantów USA zatwierdziła (263 za, 171 przeciw) zmodyfikowany plan ratunkowy, po uprzednim odrzuceniu wcześniejszej wersji, w obliczu pogłębiającego się kryzysu finansowego spowodowanego handlem kredytami hipotecznymi wysokiego ryzyka. Tym razem za planem wykupu długów głosowało 172 Demokratów (63 było przeciw) i 91 Republikanów (108 przeciw). Senat Stanów Zjednoczonych z kolei zatwierdził podobną wersję parę dni wcześniej. Prezydent USA oświadczył zamiar podpisania się pod tymi ustaleniami, tym samym zatwierdzając je na mocy prawa, jeszcze tego samego dnia[3].

## 4 października
- Banki prywatne i towarzystwa ubezpieczeniowe wycofały się z planu ratowania grupy Hypo Real Estate i powrócono do negocjacji. Zakładająca 35 mld euro pomocy interwencja została ogłoszona zaledwie 29 września. Według mediów prywatne banki wycofały jednak swoje poręczenia, gdy tylko ujawniono, że HRE potrzebuje znacznie więcej pieniędzy, niż zakładano do tej pory – niemiecki Welt am Sonntag podawał kwotę 70-100 mld euro[4][5].

## 5 października
- Drużyna Detroit Shock po raz trzeci w swojej historii zdobyła mistrzostwo koszykarskiej ligi WNBA pokonując w finale 3-0 San Antonio Silver Stars[6].

## 6 października
- Kryzys finansowy: niemieckiemu rządowi udało się dokończyć przerwane 4 października negocjacje i przekonać prywatne instytucje do planu ratunkowego dla grupy Hypo Real Estate. Bundesbank zgodził się udzielić HRE 20 mld euro kredytu, a banki prywatne i towarzystwa ubezpieczeniowe – 30 mld euro. Dodatkowo rząd niemiecki, banki i ubezpieczyciele udzielili gwarancji na kolejne 35 mld euro, z czego sam rząd gwarantował 26,5 mld.[7][8]
- W ramach programu Catalina Sky Survey odkryto planetoidę 2008 TC3, która spłonie w atmosferze Ziemi[9].
- Laureatami Nagrody Nobla w dziedzinie fizjologii i medycyny zostali Harald zur Hausen, Françoise Barré-Sinoussi i Luc Montagnier[10].

## 7 października
- Laureatami Nagrody Nobla w dziedzinie fizyki zostali Yoichiro Nambu, Makoto Kobayashi i Toshihide Masukawa[11].
- Zmarł bp Adam Śmigielski, ordynariusz diecezji sosnowieckiej[12].

## 8 października
- Prezydent Ukrainy Wiktor Juszczenko rozwiązał parlament podejmując decyzję o nowych wyborach, nie podał jednak ich daty. W wystąpieniu telewizyjnym prezydent tłumaczył swoją decyzję brakiem nowego sojuszu w 35 dni po rozpadzie poprzedniej koalicji[13].
- Nagrodę Nobla w dziedzinie chemii otrzymali Osamu Shimomura, Martin Chalfie i Roger Tsien za odkrycie zielonego białka fluoryzującego[14].

## 9 października
- Nagrodę Nobla w dziedzinie literatury otrzymał francuski powieściopisarz Jean-Marie Gustave Le Clézio[15].

## 10 października
- Były Prezydent Finlandii, Martti Ahtisaari, został laureatem Pokojowej Nagrody Nobla za rok 2008[16].

## 12 października
- Na Litwie odbyły się wybory parlamentarne oraz referendum w sprawie Ignalińskiej Elektrowni Jądrowej[17].
- Alfonsa Muttathupadathu, siostra zakonna z Kerali została pierwszą hinduską świętą w kościele katolickim[18].

## 13 października
- Tegorocznym laureatem Nagrody Nobla z dziedziny ekonomii został Amerykanin Paul Krugman – ekonomista z Uniwersytetu Princeton[19].

## 14 października
- Po raz pierwszy obchodzony jest Open Access Day (pl.wikimedia.org), czyli dzień otwartego dostępu do publikacji naukowych poprzez internet.

## 15 października
- Konserwatywna Partia Kanady kierowana przez premiera Stephena Harpera wygrała wybory parlamentarne w Kanadzie[20].
- W Azerbejdżanie odbyły się wybory prezydenckie[21].
- Hindus Aravind Adiga został laureatem Nagrody Bookera za swoją debiutancką powieść Biały Tygrys[22].

## 17 października
- Zgromadzenie Ogólne ONZ wybrało Austrię, Japonię, Meksyk, Turcję i Ugandę na dwuletnią kadencję do Rady Bezpieczeństwa[23].

## 19 października
- Ilham Aliyev został ponownie wybrany na prezydenta Azerbejdżanu[24].

## 20 października
- W Warszawie po długiej i ciężkiej chorobie zmarł Krzysztof Zaleski, aktor i reżyser, dyrektor naczelny Programu II Polskiego Radia[25].

## 22 października
- Indyjska Organizacja Badania Kosmosu wystrzeliła pierwszą sondę kosmiczną Chandrayaan-1, której celem jest zbadanie Księżyca[26].

## 23 października
- Chiński dysydent Hu Jia został laureatem Nagrody Sacharowa, przyznawanej przez Parlament Europejski[27].

## 24 października
- Gwałtowna powódź w Jemenie. Zginęło 41 osób, w tym sześć osób zginęło od uderzeń pioruna – podały władze[28].

## 26 października
- Premier Gruzji Lado Gurgenidze został zdymisjonowany przez prezydenta Micheila Saakaszwilego[29]. |  | Zobacz wiadomość w serwisie Wikinews pt. Premier Gruzji zdymisjonowany |

## 29 października
- Drużyna Philadelphia Phillies po 28 latach ponownie zdobyła mistrzostwo baseballowej ligi MLB[30].
- Mistrzostwa Świata w Szachach 2008: Pokonując Władimira Kramnika wynikiem 6½ – 4½ Viswanathan Anand obronił tytuł szachowego mistrza świata[31].
- Trzęsienie ziemi w zachodnim regionie Pakistanu; w trzęsieniu o sile 6,4 Richtera zginęło ok. 160 osób[32].

## 30 października
- Co najmniej 84 osób zginęło, a ponad 350 osób odniosło obrażenia w serii 13 zamachów bombowych w indyjskim stanie Asam. Do wybuchów doszło niemal jednocześnie w Guwahati i trzech innych miastach[33][34].

- W DR Kongo wybuchły walki pomiędzy rządem a armią gen. Nkundy[35].
- Prezydentem Inguszetii został Junus-bek Jewkurow[36].
- Grzegorz Lato został wybrany na nowego prezesa Polskiego Związku Piłki Nożnej[37].

## 31 października
- Zmarł w wieku 96 lat Studs Terkel, amerykański autor, historyk w tradycji ustnej, aktor, i dziennikarz radiowy i prasowy związany z Chicago, laureat Pulitzera i szeregu innych za dorobek literacki i historyczny[38].